# Nabû-apla-iddina
Nabû-apla-iddina ou Nabû-apla-idin, roi de Babylone d'environ 888 à 855 av. J.-C., fils et successeur de Nabû-shuma-ukin Ier. Il renforça le pouvoir babylonien, face aux tribus de Sutéens vivant dans la région du Moyen-Euphrate. Les relations avec l'Assyrie furent cordiales, marquées par la conclusion d'un traité de paix avec Salmanazar III. La situation de la Babylonie semble alors avoir été meilleure que durant les périodes précédentes, plus stable, prospère, et comme l'illustre le fait que la dynastie régnante soit alors stable, ce qui n'était pas arrivé depuis longtemps.
Un document remarquable daté de son règne, la « Tablette de Shamash », relate comment ce roi a rétabli le bon déroulement du culte du dieu-soleil Shamash à Sippar en faisant refaire sa statue de culte qui avait disparu durant les troubles antérieurs à son règne ; il confirma et étendit les privilèges du temple pour permettre au culte de perdurer.
Nabu-apla-iddina laisse à sa mort le trône à son fils Marduk-zakir-shumi Ier, qui fut rapidement contesté par son frère.